# Erigeron crenatus

## Đặc điểm
Erigeron crenatus là một loài thực vật có hoa trong họ Cúc. Loài này được Eastw. mô tả khoa học đầu tiên năm 1931.
Một số tên gọi khác: Crenate Fleabane, Cut-leaved Fleabane.

## Nơi sống
Erigeron crenatus thường sống ở Bắc Mỹ, được tìm thấy trong đầm lầy, rừng cây hoặc đồng cỏ ẩm ướt.

## Hoa, hạt giống
Loài này có hoa màu trắng, hơi hồng, đường kính từ 2–3 cm, nhụy hoa có màu vàng. Hạt nhỏ và màu đen. Cây con nhỏ và mảnh khảnh.
Những cây đã sống lâu năm có thể nhân giống bằng phương pháp chiết cành hoặc hạt giống. Nó nơi ưa đất ẩm, thoát nước tốt và đủ nắng. Loài cây này có khả năng chịu hạn và không cần chăm sóc nhiều.

## Công dụng, lợi ích
Erigeron crenatus sử dụng làm cây cảnh trong vườn hoặc công viên. Nó cũng được dùng để làm nguồn thức ăn cho chim và một số động vật khác.